# شاين سبنسر
شاين سبنسر (بالإنجليزية: Shane Spencer)‏ هو لاعب كرة قاعدة أمريكي، ولد في 20 فبراير 1972 في كي ويست في الولايات المتحدة.

## وصلات خارجية
- شاين سبنسر على موقع دوري كرة القاعدة الرئيسي (الإنجليزية)
- شاين سبنسر على موقع الدوري الياباني لكرة القاعدة (الإنجليزية)
- شاين سبنسر على موقعبيزبول رفرنس.كوم (الدوري الرئيسي) (الإنجليزية)
- شاين سبنسر على موقعبيزبول رفرنس.كوم (الدوري الثانوي) (الإنجليزية)
- شاين سبنسر على موقع مشجعي الرسوم البيانية (الإنجليزية)